# Magnetická inklinace

Magnetická inklinace na zjednodušeném schématu

Magnetická inklinace v geografii označuje úhel, který v určitém místě svírají siločáry magnetického pole Země s vodorovnou rovinou. Podobně jako magnetická deklinace, která označuje odchylku siločar vzhledem k poledníku, je i inklinace proměnlivá v závislosti na geografické poloze a mění se v čase. Nulová je na magnetickém rovníku, zvyšuje se s přibližováním se k severnímu nebo jižnímu magnetickému pólu, kde dosahuje 90°. Izolinie se stejnou inklinací, která může být zakreslena do mapy, se nazývá izoklina.
Magnetická inklinace má praktický vliv na výrobu a užití běžných kompasů. Aby se střelka kompasu, na kterou působí magnetické pole i ve vertikální rovině, mohla volně otáčet, musí být při výrobě vyvážena podle magnetické inklinace oblasti světa, ve které bude používána. Pro použití na severní i jižní polokouli se vyrábějí kompasy se speciální, tzv. globální střelkou.